# Zangstem
| Vrouwenstem  | Mannenstem |
| ------------ | ---------- |
| Sopraan      | Tenor      |
| Mezzosopraan | Bariton    |
| Alt          | Bas        |

Sopraan

Mezzosopraan

Alt

Tenor

Bariton

Bas

In de zangkunst worden de verschillende zangstemmen onderscheiden naar hun ligging, het bereik of toonomvang van de stem.

## Bereik
Elke menselijke zangstem heeft een bepaald bereik (de afstand tussen de laagste en hoogste toon die men kan zingen). Een mannenstem bestrijkt een lager gebied dan een vrouwenstem. Het gemiddelde bereik van een menselijke geschoolde zangstem beslaat omstreeks 2 à 2,5 octaaf, wat overeenkomt met ongeveer 24 à 30 tonen. Er zijn vocalisten met een uitzonderlijk groot stembereik, zoals Dimasj Qudajbergen (4 octaven, D2 tot D6), Mike Patton (4 octaven, Eb1 tot E5), Whitney Houston (3 octaven), Mariah Carey (4 octaven), Minnie Riperton (4 octaven), Larisa Dolina (3 octaven), Paul Da Vinci (3½ octaven), Ivan Rebroff (4½ octaven), Ella Fitzgerald (3 octaven), Michael Jackson (4 octaven), Freddie Mercury (4 octaven), Chris Cornell (4 octaven), Floor Jansen (3 octaven), Rob Halford (3 octaven), Maynard James Keenan (3 octaven), en Bruce Dickinson (3 octaven), Pia Douwes (3 octaven).
Een mannenstem valt gewoonlijk binnen 110 en 440 hertz, een vrouwenstem binnen 200 en 900 hertz. Het bereik van een stem kan door training wel worden vergroot, maar het centrum van de eigen klankkleur blijft hetzelfde omdat het vooral afhankelijk is van fysieke afmetingen (zie: stembanden/stemplooien).

### Indeling
Van laag naar hoog deelt men de zangstemmen als volgt in:
- Strohbass
- Basso profundo
- Contrabas
- Bas
- Bas-bariton
- Bariton
- Lage tenor
- Tenor
- Haute-contre
- Contratenor, een mannelijke zanger die in het sopraan- of altregister zingt door middel van falset
- Contra-alt
- Alt
- Mezzosopraan
- Sopraan en castraat
- Coloratuursopraan, een bijzonder beweeglijke en hoge sopraan
- Soprano leggiero, een uiterst zeldzame, zeer hoge stemsoort

In elk type zangstem kan in diverse registers gezongen worden. Er bestaan meerdere indelingen van de registers van de menselijke (zang)stem. Gebruikelijk is een tweedeling tussen de borststem en kopstem. In nieuwe zangboeken wordt deze terminologie echter steeds meer vermeden en stapt men over op ‘modaal register’ en ‘falsetregister’. In uitgebreidere zin kunnen de registers van laag naar hoog als volgt worden ingedeeld: borststem, middenstem, kopstem, falset, fluitregister. Het fluitregister is zo hoog, dat klankverschil nauwelijks meer mogelijk is. De klank komt in de buurt van een zuivere sinusgolf en om haar puurheid wordt deze in het algemeen (vooral in de klassieke opera) dan ook erg mooi gevonden.

## Mannen en vrouwen
Gewoonlijk zijn mannelijke stemmen de (contra)bas tot en met de countertenor. Daarnaast bestaan de castraat en de mannelijke sopraan, die echter zeer weinig voorkomen. Vrouwenstemmen zijn gewoonlijk van contra-alt tot coloratuursopraan. Een sopraan is een hoge vrouwenstem, maar deze kan ook worden gezongen door een jongen voor de puberteit (voordat hij de baard in de keel krijgt). Heel lang mochten vrouwen in de kerk geen actieve rol spelen, ook niet in het koor, zodat er alleen gebruikgemaakt kon worden van jongens om de sopraanstem in te vullen. Er waren ook andere methoden om het verbod op meisjes in de kerk te omzeilen: Antonio Vivaldi liet de vrouwenstemmen in het Ospedale della Pietà meezingen door met een rooster afgeschermde openingen in de muur van het priesterkoor.
De hoge stem werd vroeger soms behouden door jongens voor de puberteit (zelfs vaak op 5-jarige leeftijd) te castreren om zo te voorkomen dat de investering in tijd en geld die in de opleiding van de jongens was gestoken, verloren ging met de stemmutatie. Farinelli was een beroemd castraat.

## Koor
In een koor neemt vaak een gebalanceerd gezelschap plaats van verschillende stemhoogten om samen een wijd bereik aan toonhoogten te kunnen zingen in melodie en begeleiding of in een canon. Een standaardbezetting van een gemengd zangkoor is bas, tenor, alt en sopraan. In een mannenkoor zingen bas, bariton, tenor 2 en tenor 1. Een vrouwenkoor bestaat standaard uit enkel alten (1 en 2) en sopranen (1 en 2). De zangstemmen met de aanduiding 1 vertegenwoordigen het hogere en die met de aanduiding 2 het lagere bereik van de betrokken stem.